# Emmaljunga
Emmaljunga est une localité de Suède dans la commune de Hässleholm en Scanie.
Sa population était de 279 habitants en 2019.